# Stamford CDP (Vermont)
Stamford es un lugar designado por el censo ubicado en el condado de Bennington en el estado estadounidense de Vermont. En el Censo de 2020 tenía una población de 467 habitantes y una densidad poblacional de 33,62 habitantes por km². Fue incluido como CDP en el censo de 2020.

## Geografía
Stamford se encuentra ubicado en las coordenadas 42°45′21″N 73°04′04″O / 42.75583, -73.06778. Según la Oficina del Censo de los Estados Unidos,  tiene una superficie total de 13,89 km², de la cual 13,88 km² corresponden a tierra firme y 0,01 km² a agua.